# Le Guichet Montparnasse
Le théâtre du Guichet Montparnasse (aussi appelé Le Guichet Montparnasse) est une salle de spectacles parisienne située 15, rue du Maine, dans le 14e arrondissement de Paris.
Créé en 1986 par Annie Vergne et Alain Vérane, il propose une programmation variée : créations, classiques, comédies, drames, spectacles musicaux, textes littéraires, œuvres sur des grands personnages de l'Histoire. 
Depuis, 2002, Le Guichet Montparnasse est aussi un lieu de formation, avec quatre ateliers-théâtre pour adultes et un atelier-théâtre pour adolescents. 
Il est desservi par les stations de métro Gaîté, Edgar Quinet et Montparnasse-Bienvenüe.

## Caractéristiques
Disposant de cinquante places en gradins, Le Guichet Montparnasse fait partie des plus anciens petits théâtres de Paris.